# Serie Internacional de la NFL

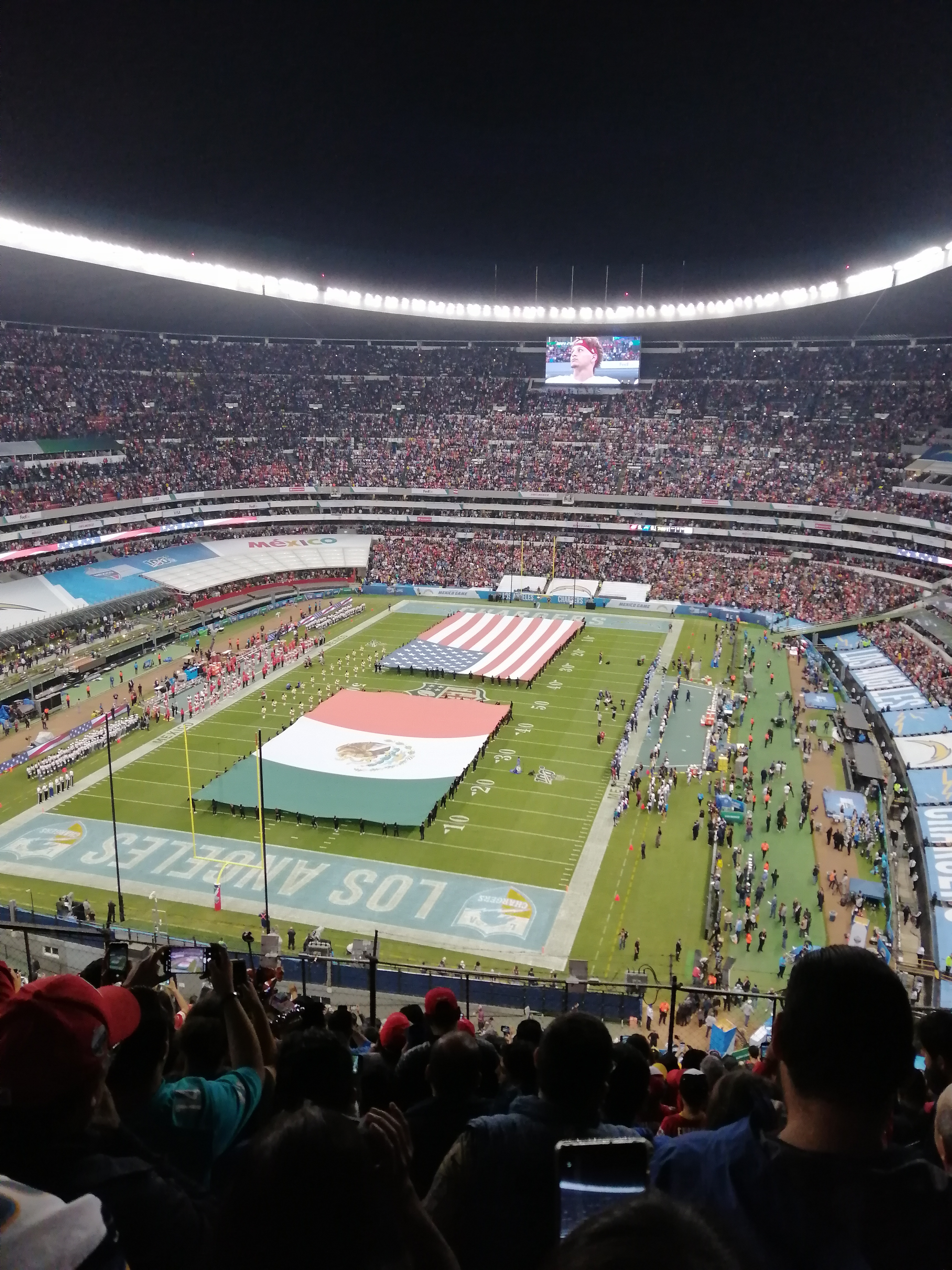
Estadio Azteca preparándose para un partido de la NFL

La Serie Internacional de la NFL (NFL international series) es el nombre de una serie de partidos de temporada regular de la NFL que se disputan fuera de Estados Unidos, la cual empezó a disputarse en la temporada 2007. Inicialmente los partidos se disputaban en Londres y, desde 2016, se disputan también en Ciudad de México. A partir de 2022, se disputan en Alemania, desde 2024 en Brasily desde 2025 en Madrid.

## Historia

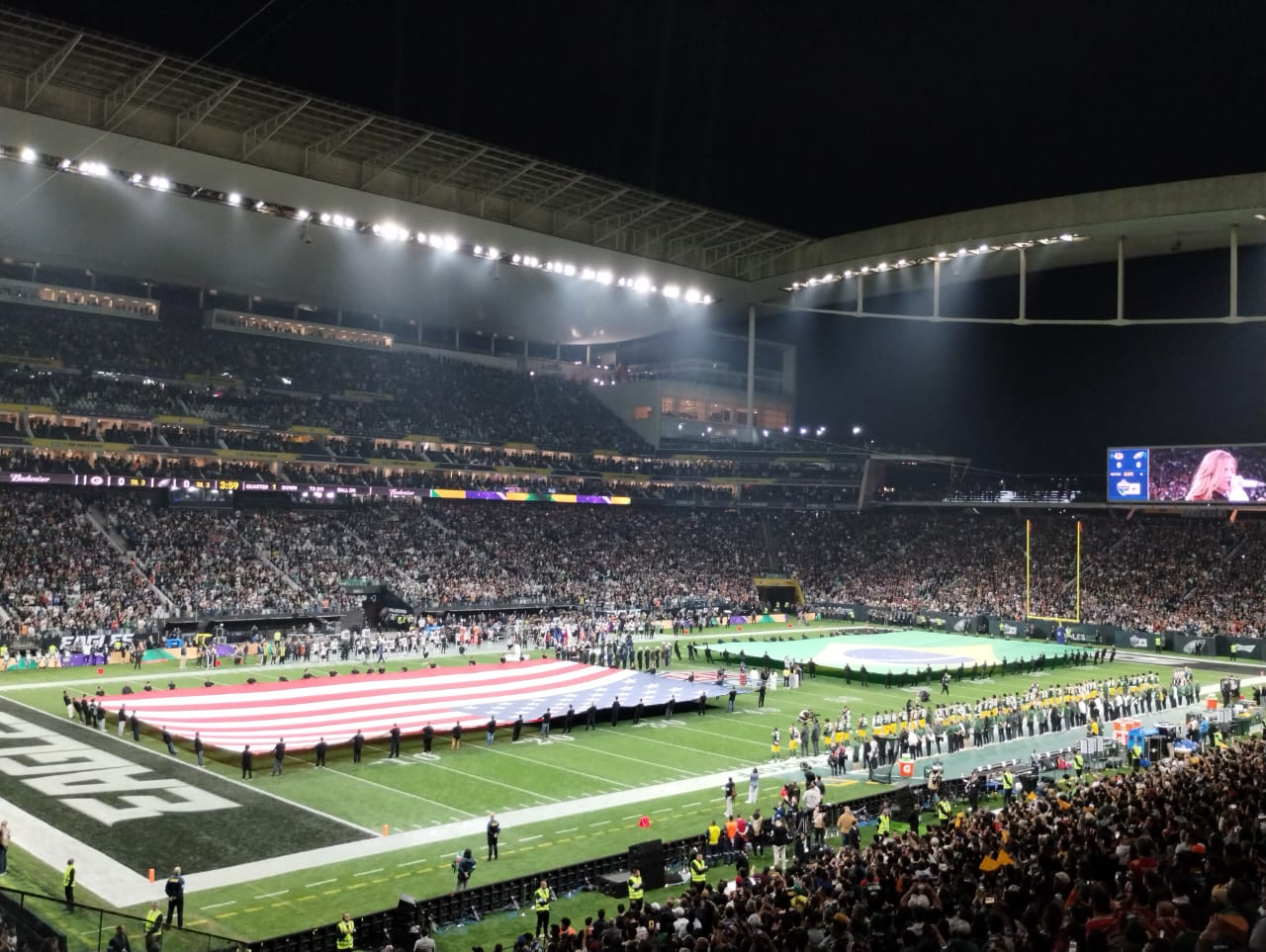
Imagen de la ceremonia inaugural del partido entre los Green Bay Packers y los Philadelphia Eagles, de la NFL, el 6 de septiembre de 2024, en el Neo Química Arena, en Sao Paulo, Brasil. Este fue el primer juego de la NFL en Sudamérica.

Antes de la creación de la Serie Internacional de la NFL, el 2 de octubre de 2005 se disputó un encuentro en el Estadio Azteca de Ciudad de México bajo el nombre de "NFL Fútbol Americano" en el que Arizona Cardinals derrotaron a los San Francisco 49ers por de 31–14, alcanzando una cifra récord de 103 467 espectadores.
En 2007 se disputó el primer partido en Londres. Las series tenían un contrato exclusivo hasta 2015 para disputar los encuentros en el Estadio Olímpico de Wembley en Londres, Reino Unido, el cual fue ampliado hasta 2020, siendo sede de dos partidos.
A partir de la temporada 2016 la serie se divide en dos sub-series: NFL London Games en Londres y NFL México Game en Ciudad de México, disputándose 4 partidos en Londres en el Estadio de Wembley, el Estadio de Twickenham y el Tottenham Hotspur Stadium; y un partido en Ciudad de México en el Estadio Azteca, con posibles planes futuros para expandir la serie a Alemania y/o Canadá.
Aparte de la Serie Internacional de la NFL, entre el 2008 y el 2013 se disputó la Bills Toronto Series, en la que los Buffalo Bills disputaban un partido de la temporada regular en el Rogers Centre en Toronto, Ontario, Canadá.

## Historial de partidos de las Serie Internacional de la NFL

### NFL London Games
| Año  | Fecha            | Local                | Resultado | Visitante            | Estadio                   | Ciudad  | Asistencia | Show                                    | TV      |
| ---- | ---------------- | -------------------- | --------- | -------------------- | ------------------------- | ------- | ---------- | --------------------------------------- | ------- |
| 2007 | 28 de octubre    | Miami Dolphins       | 10 – 13   | New York Giants      | Wembley Stadium           | Londres | 81,176     | The Feeling                             | Fox     |
| 2008 | 26 de octubre    | New Orleans Saints   | 37 – 32   | San Diego Chargers   | Wembley Stadium           | Londres | 83,226     | Stereophonics                           | CBS     |
| 2009 | 25 de octubre    | Tampa Bay Buccaneers | 7 – 35    | New England Patriots | Wembley Stadium           | Londres | 84,254     | Calvin Harris                           | CBS     |
| 2010 | 31 de octubre    | San Francisco 49ers  | 24 – 16   | Denver Broncos       | Wembley Stadium           | Londres | 83,941     | My Chemical Romance                     | CBS     |
| 2011 | 23 de octubre    | Tampa Bay Buccaneers | 18 – 24   | Chicago Bears        | Wembley Stadium           | Londres | 76,981     | Goo Goo Dolls                           | Fox     |
| 2012 | 28 de octubre    | St. Louis Rams       | 7 – 45    | New England Patriots | Wembley Stadium           | Londres | 84,004     | Train                                   | CBS     |
| 2013 | 29 de septiembre | Minnesota Vikings    | 34 – 27   | Pittsburgh Steelers  | Wembley Stadium           | Londres | 83,518     | Tinie Tempah                            | CBS     |
| 2013 | 27 de octubre    | Jacksonville Jaguars | 10 – 42   | San Francisco 49ers  | Wembley Stadium           | Londres | 83,559     | Ne-Yo                                   | Fox     |
| 2014 | 28 de septiembre | Oakland Raiders      | 14 – 38   | Miami Dolphins       | Wembley Stadium           | Londres | 83,436     | Def Leppard                             | CBS     |
| 2014 | 26 de octubre    | Atlanta Falcons      | 21 – 22   | Detroit Lions        | Wembley Stadium           | Londres | 83,532     | Little Mix                              | Fox     |
| 2014 | 9 de noviembre   | Jacksonville Jaguars | 17 – 31   | Dallas Cowboys       | Wembley Stadium           | Londres | 83,603     | Joss Stone                              | Fox     |
| 2015 | 4 de octubre     | Miami Dolphins       | 14 – 27   | New York Jets        | Wembley Stadium           | Londres | 83,986     |                                         | CBS     |
| 2015 | 25 de octubre    | Jacksonville Jaguars | 34 – 31   | Buffalo Bills        | Wembley Stadium           | Londres | 84,021     | The Ohio State University Marching Band | Yahoo!  |
| 2015 | 1 de noviembre   | Kansas City Chiefs   | 45 – 10   | Detroit Lions        | Wembley Stadium           | Londres | 83,624     | Madness                                 | Fox     |
| 2016 | 2 de octubre     | Jacksonville Jaguars | 30 – 27   | Indianapolis Colts   | Wembley Stadium           | Londres | 83,798     | Robin Thicke                            | CBS     |
| 2016 | 23 de octubre    | Los Angeles Rams     | 10 – 17   | New York Giants      | Twickenham Stadium        | Londres | 74,121     | Craig David                             | NFLN    |
| 2016 | 30 de octubre    | Cincinnati Bengals   | 27 – 27   | Washington Redskins  | Wembley Stadium           | Londres | 84,448     | Wessex Male Choir & US Army Europe band | Fox     |
| 2017 | 24 de septiembre | Jacksonville Jaguars | 44 – 7    | Baltimore Ravens     | Wembley Stadium           | Londres | 84,592     |                                         | Verizon |
| 2017 | 1 de octubre     | Miami Dolphins       | 0 – 20    | New Orleans Saints   | Wembley Stadium           | Londres | 84,423     |                                         | Fox     |
| 2017 | 22 de octubre    | Los Angeles Rams     | 33 – 0    | Arizona Cardinals    | Twickenham Stadium        | Londres | 73,736     |                                         | Fox     |
| 2017 | 29 de octubre    | Cleveland Browns     | 16 – 33   | Minnesota Vikings    | Twickenham Stadium        | Londres | 74,237     |                                         | NFLN    |
| 2018 | 14 de octubre    | Seattle Seahawks     | 27 – 3    | Oakland Raiders      | Wembley Stadium           | Londres | 84,992     | Jess Glynne                             | Verizon |
| 2018 | 21 de octubre    | Tennessee Titans     | 19 – 20   | Los Angeles Chargers | Wembley Stadium           | Londres | 84,301     |                                         | Fox     |
| 2018 | 28 de octubre    | Philadelphia Eagles  | 24 – 18   | Jacksonville Jaguars | Wembley Stadium           | Londres | 85,870     |                                         | CBS     |
| 2019 | 6 de octubre     | Chicago Bears        | 21 – 24   | Oakland Raiders      | Tottenham Hotspur Stadium | Londres | 60,463     | AJ Tracey                               |         |
| 2019 | 13 de octubre    | Carolina Panthers    | 37 – 26   | Tampa Bay Buccaneers | Tottenham Hotspur Stadium | Londres | 60,087     |                                         |         |
| 2019 | 27 de octubre    | Cincinnati Bengals   | 10 – 24   | Los Angeles Rams     | Wembley Stadium           | Londres | 83,720     |                                         |         |
| 2019 | 3 de noviembre   | Houston Texans       | 26 - 3    | Jacksonville Jaguars | Wembley Stadium           | Londres | 84,771     |                                         |         |
| 2021 | 10 de octubre    | New York Jets        | 37 – 26   | Atlanta Falcons      | Tottenham Hotspur Stadium | Londres | 60,589     |                                         | CBS     |
| 2021 | 17 de octubre    | Miami Dolphins       | 26 – 3    | Jacksonville Jaguars | Tottenham Hotspur Stadium | Londres | 60,784     |                                         | CBS     |
| 2022 | 2 de octubre     | Minnesota Vikings    | 28 – 25   | New Orleans Saints   | Tottenham Hotspur Stadium | Londres | 60,639     |                                         | NFLN    |
| 2022 | 9 de octubre     | New York Giants      | 27 – 22   | Green Bay Packers    | Tottenham Hotspur Stadium | Londres | 61,024     |                                         | NFLN    |
| 2022 | 30 de octubre    | Denver Broncos       | 21 – 17   | Jacksonville Jaguars | Wembley Stadium           | Londres | 86,215     |                                         | ESPN+   |
| 2023 | 1 de octubre     | Atlanta Falcons      | 7 – 23    | Jacksonville Jaguars | Wembley Stadium           | Londres | 85,716     |                                         | ESPN+   |
| 2023 | 8 de octubre     | Jacksonville Jaguars | 25 – 20   | Buffalo Bills        | Tottenham Hotspur Stadium | Londres | 61,273     |                                         | NFLN    |
| 2023 | 15 de octubre    | Baltimore Ravens     | 24 – 16   | Tennessee Titans     | Tottenham Hotspur Stadium | Londres | 61,011     |                                         | NFLN    |
| 2024 | 6 de octubre     | New York Jets        | 17 – 23   | Minnesota Vikings    | Tottenham Hotspur Stadium | Londres | 61,139     |                                         | NFLN    |
| 2024 | 13 de octubre    | Jacksonville Jaguars | 16 – 35   | Chicago Bears        | Tottenham Hotspur Stadium | Londres | 61,182     |                                         | NFLN    |
| 2024 | 20 de octubre    | New England Patriots | 16 – 32   | Jacksonville Jaguars | Wembley Stadium           | Londres | 86,651     |                                         | NFLN    |
| 2025 | 5 de octubre     | Cleveland Browns     |           | Minnesota Vikings    | Tottenham Hotspur Stadium | Londres |            |                                         | NFLN    |
| 2025 | 12 de octubre    | New York Jets        |           | Denver Broncos       | Tottenham Hotspur Stadium | Londres |            |                                         | NFLN    |
| 2025 | 19 de octubre    | Jacksonville Jaguars |           | Los Angeles Rams     | Wembley Stadium           | Londres |            |                                         | NFLN    |

### NFL Mexico Games
| Año  | Fecha           | Local               | Resultado | Visitante            | Estadio        | Ciudad           | Asistencia | Show        | TV                        |
| ---- | --------------- | ------------------- | --------- | -------------------- | -------------- | ---------------- | ---------- | ----------- | ------------------------- |
| 2005 | 2 de octubre    | San Francisco 49ers | 14 – 31   | Arizona Cardinals    | Estadio Azteca | Ciudad de México | 103,467    |             | ESPN y Canal 5 (Televisa) |
| 2016 | 21 de noviembre | Oakland Raiders     | 27 – 20   | Houston Texans       | Estadio Azteca | Ciudad de México | 76,473     |             | ESPN y Canal 5 (Televisa) |
| 2017 | 19 de noviembre | Oakland Raiders     | 8 – 33    | New England Patriots | Estadio Azteca | Ciudad de México | 77,357     |             | CBS y Canal 5 (Televisa)  |
| 2018 | 19 de noviembre | Kansas City Chiefs  | X - X     | Los Angeles Rams     | Estadio Azteca | Ciudad de México |            |             |                           |
| 2019 | 18 de noviembre | Kansas City Chiefs  | 24 – 17   | Los Angeles Chargers | Estadio Azteca | Ciudad de México | 76,252     |             | ESPN y Canal 5 (TUDN)     |
| 2022 | 21 de noviembre | San Francisco 49ers | 38 – 10   | Arizona Cardinals    | Estadio Azteca | Ciudad de México | 78,427     | Grupo Firme | ESPN y Canal 5 (TUDN)     |

     NFL Fútbol Americano, no perteneciente a la Serie Internacional de la NFL
     Partido no disputado

### NFL Germany Games
| Año  | Fecha           | Local                | Marcador | Visitante          | Estadio            | Ciudad             | Asistencia | TV               |
| ---- | --------------- | -------------------- | -------- | ------------------ | ------------------ | ------------------ | ---------- | ---------------- |
| 2022 | 13 de noviembre | Tampa Bay Buccaneers | 21 – 16  | Seattle Seahawks   | Allianz Arena      | Múnich             | 69,811     | NFLN y ProSieben |
| 2023 | 5 de noviembre  | Kansas City Chiefs   | 21 – 14  | Miami Dolphins     | Deutsche Bank Park | Fráncfort del Meno | 50,023     | NFLN y RTL       |
| 2023 | 12 de noviembre | New England Patriots | 6 – 10   | Indianapolis Colts | Deutsche Bank Park | Fráncfort del Meno | 50,144     | NFLN y RTL       |
| 2024 | 10 de noviembre | New York Giants      | 17 – 20  | Carolina Panthers  | Allianz Arena      | Múnich             | 70,132     | NFLN y RTL       |
| 2025 | 9 de noviembre  | Indianapolis Colts   |          | Atlanta Falcons    | Olympiastadion     | Berlín             | [ 1 ]      | NFLN y RTL       |

### NFL Brasil Games

#### São Paulo Game
| Año  | Fecha           | Local                | Marcador | Visitante          | Estadio           | Ciudad    | Asistencia | Show   | TV                |
| ---- | --------------- | -------------------- | -------- | ------------------ | ----------------- | --------- | ---------- | ------ | ----------------- |
| 2024 | 6 de septiembre | Philadelphia Eagles  | 34 – 29  | Green Bay Packers  | Arena Corinthians | São Paulo | 47,236     | Anitta | Peacock y RedeTV! |
| 2025 | 5 de septiembre | Los Angeles Chargers |          | Kansas City Chiefs | Arena Corinthians | São Paulo |            |        | YouTube           |

### NFL Madrid Games
| Año  | Fecha           | Local          | Marcador | Visitante             | Estadio                   | Ciudad | Asistencia | TV   |
| ---- | --------------- | -------------- | -------- | --------------------- | ------------------------- | ------ | ---------- | ---- |
| 2025 | 16 de noviembre | Miami Dolphins |          | Washington Commanders | Estadio Santiago Bernabéu | Madrid | [ 27 ]     | NFLN |

### NFL Dublin Games
| Año  | Fecha            | Local               | Marcador | Visitante         | Estadio    | Ciudad | Asistencia | TV   |
| ---- | ---------------- | ------------------- | -------- | ----------------- | ---------- | ------ | ---------- | ---- |
| 2025 | 28 de septiembre | Pittsburgh Steelers |          | Minnesota Vikings | Croke Park | Dublín |            | NFLN |